# Йохан IV фон Щархемберг
Йохан IV фон Щархемберг (на немски: Johann IV von Starhemberg; * 1412; † 1474) е благородник от стария австрийски благороднически род Щархемберг, господар на замък Вилдберг при Линц и ок. 1460 г. хауптман на Горна Австрия/об дер Енс.

## Биография
Син е на Каспар I фон Щархемберг († 1418 във Виена) и съпругата му Агнес Елизабет фон Полхайм († 1418), дъщеря на Вайкхард XIII фон Полхайм-Лайбниц († 1363) и Вандула фон Пернек/Бернегк. Внук е на Рюдигер III Стария фон Щархемберг-Вилдберг, Лобенщайн, Вайденхолц, Албрехтсберг († 1389/1390) и втората му съпруга Мария Анна фон Даксберг-Рапотенщайн († ок. 1370), дъщеря на Георг фон Даксберг и Валбурга фон Капел. Правнук е на Гундакар VII фон Щархемберг Младия († ок. 1346) и Аделхайд фон Винден († 1353). Баща му е брат на Еберхард II фон Щархемберг (1368 -1429), архиепископ на Залцбург (1427 – 1429). Баща му Каспар държи през 1394 г. бъдещия бохемски крал Вацлав IV (1361 – 1419) в замъка си Вилдберг.
През 1436 г. Йохан IV фон Щархемберг отива до Светия гроб Господен в Йерусалим заедно с херцог Фридрих, по-късният император Фридрих III, и други благородници.
Йохан IV фон Щархемберг умира през 1474 г. на 62 години. Неговият портрет с надпис се намира в дворец Ефердинг.
Щархембергите са от 1643 г. имперски графове и от 1765 г. имперски князе.

## Фамилия
Първи брак: през 1449 г. се жени за фон Тьоринг († 1453) и има една дъщеря и един син:
- Маргарета (1450 – 1450)

Втори брак: през 1454/1455 г. се жени за Елизабет (Агнес) фон Пуххайм († 1455), дъщеря на Георг фон Пуххайм и Маргарета фон Шванберг. Тя нямат деца.
Трети брак: ок. 1459 г. се жени за Агнес Елизабет фон Хоенберг (* 1416; † 7 май или 5 юли 1494), дъщеря на Фридрих V фон Хоенберг-Кройсах († 1459) и Маргарета фон Фолкенсторф († пр. 1441). Те имат 16 деца:
- Лудвиг фон Щархемберг († 1513)
- Руперт фон Щархемберг (1451 – 1451)
- Рупрехт фон Щархемберг (* ок. 1460; † 1513)
- Лукас (* ок. 1463; † 1463)
- Бартоломеус фон Щархемберг I (* 1459/1460; † 19 април 1531), женен 1493 г. в Лозенщайнлайтен, Горна Австрия за Магдалена фон Лозенщайн (* ок. 1477; † 1523)
- Агнес фон Щархемберг (* 1445/1461; † 1501), омъжена на 16 ноември 1473 г. за Хайнрих VII фон Лихтенщайн-Николсбург и Фелдсберг († 1483), син на Георг IV фон Лихтенщайн-Николсбург († 1444) и Хедвиг фон Потендорф († 1449/1457); по друг източник тя е от първия брак
- Лудвиг фон Щархемберг
- Анастасия фон Щархемберг (* 1463?)
- Грегор фон Щархемберг (* 1464; † 1515), женен 1500 г. за Хедвиг фон Розенберг (* 20 януари 1464; † 29 април 1520)
- Якоб фон Щархемберг (* 1465; † 1483)
- Урсула фон Щархемберг (* 1467), омъжена за Йохан фон Дегенберг
- Мария Маргарета фон Щархемберг (* 1469; † 1522), омъжена I. пр. 12 ноември 1484 г. за граф Георг II фон Шаунберг-Франкенбург († 7 март 1491, Шаунберг), II. ок. 20 март 1492 г. в Линц за граф Андреас фон Зоненберг († 24 юни 1511, убит при Хербертинген)
- Барбара фон Щархемберг (* 1470; † 1519), омъжена I. 1491/на 7 март 1500 г. за фрайхер Йохан/Ханс фон Айхберг цу Лабервайнтинг († пр. 15 декември 1511), II. 1518 г. за граф Улрих II фон Ортенбург († 1524)
- Амалия фон Щархемберг (* 1471; † 1502), омъжена 1473 г. за Кристоф III фон Лихтенщайн-Николсбург († 1506), син на Георг IV фон Лихтенщайн-Николсбург († 1444) и Хедвиг фон Потендорф († 1449/1457)
- Улрих фон Щархемберг (* 1472; † 1500)
- Волфганг фон Щархемберг (* 1475), женен за Вероника фон Полхайм

## Галерия
- Герб на род Щархемберг
- Щархемберг, 1674
- Замъкът Вилдберг